# Chimes of Freedom
«Chimes of Freedom» (en español, "Campanadas de libertad") es una canción compuesta por el cantante estadounidense Bob Dylan. Fue incluida en el álbum Another Side of Bob Dylan, editado el 8 de agosto de 1964.
Ha sido interpretada por bandas y músicos de diferentes géneros como Joan Báez, The Byrds, Roger McGuinn, Martyn Joseph, The Axis of Justice, The West Coast Pop Art Experimental Band, Bruce Springsteen y Youssou N'Dour en el disco "The Guide" de 1994.
Su contenido político y su importancia en el desarrollo musical de su autor se analiza en Chimes of Freedom: The Politics of Bob Dylan's Art, libro del 2003 de Mike Marqusee.

### «Chimes of Freedom: The Songs of Bob Dylan Honoring 50 Years of Amnesty International»
Chimes of Freedom: The Songs of Bob Dylan Honoring 50 Years of Amnesty International es un álbum recopilatorio benéfico de 4 CDs que incluye nuevas grabaciones de 73 composiciones de Bob Dylan realizadas por varios artistas. Se publicó el 24 de enero de 2012. El conjunto incluye la grabación original de Dylan de 1964 de la canción principal. Las ganancias del álbum se donaron a la organización defensora de los derechos humanos Amnistía Internacional. Debutó en los EE. UU. en el puesto número 11 del Billboard 200 con 22.000 copias vendidas.